# Buławniczka sitowata
Buławniczka sitowata (Typhula juncea  (Alb. & Schwein.) P. Karst.) – gatunek grzybów z rodziny pałecznicowatych (Typhulaceae). 

## Systematyka i nazewnictwo
Pozycja w klasyfikacji według Index Fungorum: Typhula, Typhulaceae, Agaricales, Agaricomycetidae, Agaricomycetes, Agaricomycotina, Basidiomycota, Fungi.
Po raz pierwszy takson ten zdiagnozowali w 1805 r. Johannes Baptista von Albertini i Lewis Schweinitz nadając mu nazwę Clavaria triuncialis ßß juncea. Obecną, uznaną przez Index Fungorum nazwę nadał Petter Adolf Karsten w 1882 r.
Niektóre synonimy naukowe:

- Clavaria hortulana Velen. 1922
- Clavaria juncea (Alb. & Schwein.) Fr. 1818
- Clavaria pilipes O.F. Müll. 1792
- Clavariadelphus junceus (Alb. & Schwein.) Corner 1950
- Pistillaria oleae (Maire) Corner 1950
- Typhula oleae Maire 1928
- Typhula ramentacea Fr. 1821
- Macrotyphula juncea (Alb. & Schwein.) Berthier 1974

Nazwę polską podali Barbara Gumińska i Władysław Wojewoda w 1985 r. W polskim piśmiennictwie mykologicznym gatunek ten opisywany był także jako buławka sitowata, macnik nitkowaty i macnik sitowiowy. Po przeniesieniu do rodzaju Typhula nazwy polskie stały się niespójne z nazwą naukową. 

## Morfologia
Owocnik bardzo cienki i wysmukły; zwykle pojedynczy, niekiedy u szczytu rozdwojony; gładki i wewnątrz pusty; ochrowożółty do cielistobrązowego, u podstawy trochę włókienkowato-filcowaty. Ma wysokość do 5 cm wysokości, ale tylko 1–2 mm grubości.

## Występowanie i siedlisko
W Polsce gatunek rzadki. Znajduje się na Czerwonej liście roślin i grzybów Polski. Ma status R – potencjalnie zagrożony z powodu ograniczonego zasięgu geograficznego i małych obszarów siedliskowych. 
Rośnie w lasach, na opadłych liściach drzew i krzewów liściastych, szczególnie brzozy brodawkowatej, topoli i dębów. Owocniki wytwarza od października do listopada. 

## Znaczenie
Saprotrof. Grzyb niejadalny

## Gatunki podobne
Pałecznica rurkowata (Typhula fistulosa) występuje późną jesienią na opadłych liściach, ale jest znacznie większa (do 20–30 cm wysokości i około 5–10 mm grubości). Zwykle rośnie pojedynczo jest stosunkowo rzadka.